# Trăstenik (distrikt i Ruse)
Trăstenik (bulgariska: Тръстеник) är ett distrikt i Bulgarien.   Det ligger i kommunen Obsjtina Ivanovo och regionen Ruse, i den norra delen av landet, 230 km nordost om huvudstaden Sofia.